# Blerim Reka
Blerim Reka (mac. Блерим Река, ur. 22 maja 1963 w Skopje) – profesor prawa międzynarodowego na Uniwersytecie Europy Południowo-Wschodniej w Tetowie, ambasador Macedonii Północnej przy Unii Europejskiej w latach 2006-2010, kandydat na urząd prezydenta Macedonii Północnej w wyborach prezydenckich z 2019 roku. Jest autorem 19 książek i 67 innych prac naukowych.

## Życiorys
W latach 1978–1982 studiował prawo na Uniwersytecie w Prisztinie. Tam w 1994 roku uzyskał tytuł magistra prawa.
W 2002 roku na Uniwersytecie w Grazu otrzymał doktorat z prawa międzynarodowego.

## Poglądy
Blerim Reka popiera wizję wielokulturowej i euroatlantycką republiki. Jest zwolennikiem demokracji, utrzymania praworządności, niezawisłej władzę sądowniczą i poszanowania praw człowieka. Opowiada się za porozumieniem z Grecją.
W swojej polityce prezydenckiej zadeklarował pięć głównych celów:
- stabilizację relacji etnicznych[1],
- przyjęcie euroatlantyckiej polityki zagranicznej[1],
- wspieranie regionalnego współistnienia[1],
- poprawę warunków życia[1],
- powstrzymanie emigracji[1].

## Wybory prezydenckie w Macedonii Północnej w 2019
Blerim Reka zadeklarował chęć startu w wyborach z obawy, że Macedonia Północna stanie się państwem monokulturowym (według oficjalnych danych z 2002 roku Macedonię Północną zamieszkuje 25,17% Albańczyków, co czyni ich najliczniejszą mniejszością narodową w tym kraju; według części Albańczyków, stanowią oni nawet 35-40% ludności państwa). Jego nominację w wyborach poparli będący w opozycji wobec północnomacedońskiej władzy Albańczycy mieszkający w Macedonii Północnej. Wśród nich poparcia dla Reki udzieliły dwie partie mniejszości albańskiej: Besa oraz Sojusz na rzecz Albańczyków.
Dnia 21 kwietnia 2019 roku odbyła się I tura wyborów. Blerim Reka, startujący jako niezależny kandydat, otrzymał 79 888 głosów, zdobywając 10.6% poparcia przy 41.67% frekwencji. Nie przeszedł do II tury.
| Kandydat                           | Partia                            | I tura    | I tura | II tura   | II tura |
| Kandydat                           | Partia                            | Głosy     | %      | Głosy     | %       |
| ---------------------------------- | --------------------------------- | --------- | ------ | --------- | ------- |
| Stewo Pendarowski                  | SDSM                              | 322 581   | 42,81  | 435 656   | 51,65   |
| Gordana Siłјanowska-Dawkowa        | WMRO-DPMNE                        | 318 341   | 42,25  | 377 446   | 44,75   |
| Blerim Reka                        | Niezależny                        | 79 888    | 10,60  |           |         |
| Nieważne/puste głosy               | Nieważne/puste głosy              | 32 696    | 4,64   | 30 407    | 3,6     |
| Zarejestrowani wyborcy/frekwencja  | Zarejestrowani wyborcy/frekwencja | 1 808 131 | 41,67  | 1 808 131 | 46,65   |
| Źródło: Państwowa Komisja Wyborcza |                                   |           |        |           |         |